# Hydra paludicola
Hydra paludicola is een hydroïdpoliep uit de familie Hydridae. De poliep komt uit het geslacht Hydra. Hydra paludicola werd in 1947 voor het eerst wetenschappelijk beschreven door Itô. 